# Igor Denissov
Pour les articles homonymes, voir Denissov.
Igor Vladimirovitch Denissov (en russe : Игорь Владимирович Денисов, transcription anglaise : Igor Denisov), né à Leningrad, le 17 mai 1984, est un ancien footballeur russe.

## Biographie

### Carrière en club
C'est au sein de deux clubs de sa ville natale, d'abord au Turbostroitel, puis au Smena que Igor Denisov fait ses classes. En 2001, il intègre le Zénith Saint-Pétersbourg et fait ses débuts en Première Ligue le 6 octobre 2002 contre l'équipe du CSKA Moscou. À partir de la saison 2003, durant laquelle il joue dix-neuf matchs et inscrit deux buts, il devient un des éléments essentiels de l'équipe et est régulièrement aligné. Durant les trois saisons suivantes, il totalise ainsi 65 matchs joués (respectivement, 20, 20 et 25) et 15 réalisations (respectivement, 6, 5 et 4).
Le 14 mai 2008, lors de la finale de la Coupe UEFA, il inscrit, à la 72e minute, le premier des deux buts de son club, vainqueur des Glasgow Rangers, avec un score de 2 buts à 0.
Il quitte le Lokomotiv Moscou à l'issue de la saison 2018-2019. Le 29 mai 2019, il annonce la fin de sa carrière professionnelle.

### Carrière internationale
Igor Denisov est le capitaine, en 2006, de l'équipe de Russie espoirs et est l'auteur de quatre buts lors du tour préliminaire.
Le 18 mai 2008, il refuse la convocation en équipe nationale de Guus Hiddink pour l'Euro 2008 qui a lieu, du 7 au 29 juin 2008, en Autriche et en Suisse.

## Statistiques
| Saison                | Club                     | Championnat           | Championnat | Championnat | Coupe(s) nationale(s) | Coupe(s) nationale(s) | Compétition(s) continentale(s) | Compétition(s) continentale(s) | Compétition(s) continentale(s) | Total | Total |
| Saison                | Club                     | Division              | M.          | B.          | M.                    | B.                    | Comp.                          | M.                             | B.                             | M.    | B.    |
| 2002                  | Zénith Saint-Pétersbourg | D1                    | 1           | 0           | -                     | -                     | -                              | -                              | -                              | 1     | 0     |
| 2003                  | Zénith Saint-Pétersbourg | D1                    | 19          | 2           | 4                     | 1                     | -                              | -                              | -                              | 23    | 3     |
| 2004                  | Zénith Saint-Pétersbourg | D1                    | 20          | 6           | -                     | -                     | C3                             | 7                              | 1                              | 27    | 7     |
| 2005                  | Zénith Saint-Pétersbourg | D1                    | 20          | 5           | 5                     | 0                     | C3                             | 7                              | 0                              | 32    | 5     |
| 2006                  | Zénith Saint-Pétersbourg | D1                    | 25          | 4           | 6                     | 0                     | C3                             | 5                              | 1                              | 36    | 5     |
| 2007                  | Zénith Saint-Pétersbourg | D1                    | 25          | 3           | 4                     | 0                     | C3                             | 3                              | 0                              | 32    | 3     |
| 2008                  | Zénith Saint-Pétersbourg | D1                    | 29          | 1           | 1                     | 0                     | C3+SC+C1                       | 8+1+6                          | 2+0+0                          | 45    | 3     |
| 2009                  | Zénith Saint-Pétersbourg | D1                    | 28          | 1           | 2                     | 0                     | C3+C3                          | 3+1                            | 0                              | 34    | 1     |
| 2010                  | Zénith Saint-Pétersbourg | D1                    | 24          | 0           | 3                     | 0                     | C1+C3                          | 3+5                            | 0+1                            | 35    | 1     |
| 2011-2012             | Zénith Saint-Pétersbourg | D1                    | 40          | 1           | 5                     | 0                     | C3+C1                          | 4+8                            | 0                              | 57    | 1     |
| 2012-2013             | Zénith Saint-Pétersbourg | D1                    | 23          | 0           | 3                     | 0                     | C1+C3                          | 4+4                            | 0                              | 34    | 0     |
| Sous-total            | Sous-total               | Sous-total            | 254         | 23          | 33                    | 1                     | -                              | 69                             | 5                              | 356   | 29    |
| 2013-2014             | Anji Makhatchkala        | D1                    | 3           | 0           | -                     | -                     | -                              | -                              | -                              | 3     | 0     |
| Sous-total            | Sous-total               | Sous-total            | 3           | 0           | -                     | -                     | -                              | -                              | -                              | 3     | 0     |
| 2013-2014             | Dynamo Moscou            | D1                    | 24          | 1           | 1                     | 0                     | -                              | -                              | -                              | 25    | 1     |
| 2014-2015             | Dynamo Moscou            | D1                    | 13          | 0           | -                     | -                     | C3                             | 8                              | 0                              | 21    | 0     |
| 2015-2016             | Dynamo Moscou            | D1                    | 23          | 0           | 2                     | 0                     | -                              | -                              | -                              | 25    | 0     |
| 2016-2017             | Dynamo Moscou            | D2                    | 2           | 0           | 1                     | 0                     | -                              | -                              | -                              | 3     | 0     |
| Sous-total            | Sous-total               | Sous-total            | 62          | 1           | 4                     | 0                     | -                              | 8                              | 0                              | 74    | 1     |
| 2016-2017             | Lokomotiv Moscou         | D1                    | 23          | 1           | 5                     | 1                     | -                              | -                              | -                              | 28    | 2     |
| 2017-2018             | Lokomotiv Moscou         | D1                    | 27          | 0           | 2                     | 0                     | C3                             | 10                             | 1                              | 39    | 1     |
| 2018-2019             | Lokomotiv Moscou         | D1                    | 17          | 0           | 3                     | 0                     | C1                             | 6                              | 0                              | 26    | 0     |
| Sous-total            | Sous-total               | Sous-total            | 67          | 1           | 10                    | 1                     | -                              | 16                             | 1                              | 93    | 3     |
| Total sur la carrière | Total sur la carrière    | Total sur la carrière | 386         | 25          | 47                    | 2                     | -                              | 93                             | 6                              | 526   | 33    |

## Palmarès
Zénith Saint-Pétersbourg
- Champion de Russie en 2007.
- Vainqueur de la Coupe UEFA en 2008.
- Vainqueur de la Supercoupe de l'UEFA en 2008.
- Vainqueur de la Coupe de Russie en 2010.
- Vainqueur de la Supercoupe de Russie en 2008.

 Lokomotiv Moscou
- Champion de Russie en 2018.
- Vainqueur de la Coupe de Russie en 2017.